# Hernando Pizarro
Hernando Pizarro de Vargas, nascut cap al 1500 a Trujillo (província de Càceres), i mort el 1578 a la mateixa ciutat, va ser un conquistador espanyol. Va participar en la conquesta de l'imperi Inca sota la severa autoritat del seu germà Francisco, així com a la guerra civil que va oposar el clan dels Pizarro i Diego de Almagro.
Únic fill legítim del pare de Francisco Pizarro, l'acompanya amb els seus altres germanastres Gonzalo i Juan en la conquesta de l'Imperi Inca.
Va comandar la reraguarda de Hernando de Soto quan va enfrontar-se als revoltats tumbesins. Francisco Pizarro va tenir per primera vegada notícia d'Atahualpa, de la guerra civil que enfrontava els germans i del derrotat Huàscar, que havia estat capturat i es dirigí a Cajamarca pels camins inques, on sabia que es trobava Atahualpa. En un poblat de serra, Pizarro decideix dividir el seu exèrcit en dos grups: l'avantguarda amb ell i quaranta de cavall i seixanta d'infanteria. La resta, al comandament d'Hernando Pizarro, formaria la rereguarda que després d'uns dies de marxa es van reunir i capturaren l'inca, al qual posaren sota arrest en un ambient del Temple del Sol el 16 de novembre de 1532. El 6 de gener de 1533 amb Francisco de Jerez partiren amb 20 homes a cavall, alguns soldats d'infanteria i diversos indis auxiliars, cap a Huamachuco, per ordre de Francisco Pizarro, on els espanyols tranquil·litzaren Pizarro en informar-lo que tot es trobava en calma i els ordenà avançar fins a Pachacámac, ja que tenia d'ostatges als senyors d'aquest lloc, que també havien ofert or i plata per la seva llibertat. El 25 de març de 1533, arribà a Cajamarca el grup enviat al comandament d'Hernando Pizarro; havien recorregut Huamachuco, el Callejón de Huaylas, Pachacámac, Jauja, les pampes de Junín i el Callejón de Conchucos i el 13 de maig de 1533, es procedí a la fosa de les peces d'or i plata que hi havia en Cajamarca per al seu repartiment.
El seu germà, amb l'acord de tots va enviar-lo a Espanya a lliurar el quint reial i acordar càrrecs i recompenses per tots els participants a l'empresa. De Cajamarca va anar a San Miguel de Piura on va embarcar rumb a Panamà, va creuar l'istme i es va embarcar novament cap a Sevilla, Espanya. La primera de les quatre naus va arribar a Sevilla el 5 de desembre de 1533 i el 4 de gener de 1534 va ancorar a Sevilla la nau "Santa María del Campo", on estava embarcat Hernando Pizarro. Va desembarcar amb 153.000 pesos d'or i 5.048 marcs de plata. Tot el que es va portar del Perú, va ser dipositat a la Casa de Contractació de Sevilla; d'aquí va ser traslladat a l'estança del rei d'Espanya. Finalment, el 3 de juny de 1534, van arribar les altres dues naus. El total desembarcat per les quatre naus va ser valorat en 708.580 pesos en or i 49.008 marcs de plata.
Hernando va tornar a Cuzco el 1535, on Manco Inca va aconseguir escapar-se i va desencadenar una revolta massiva, Cuzco va quedar aïllat i va ser sotmès a setge per part de les tropes incaiques. Els espanyols, sota el comandament d'Hernando van resistir el setge. Nomenat governador de Cusco, és arrestat per Almagro, però el seu germà gran obté el seu alliberament.
El 1538 Hernando derrota Almagro a la batalla de las Salinas i el fa executar. Acusat pels partidaris d'Almagro, va a Espanya per defensar la seva causa. Carles V encarrega llavors Cristóbal Vaca de Castro de restablir la pau entre les dues faccions, però convençut de la responsabilitat d'Hernando en l'assassinat d'Almagro, l'empresona al castell de la Mota on roman fins a el 1560.
El 1552, Hernando es casa amb la seva neboda, Francisca Pizarro Yupanqui, filla de Francisco Pizarro i de la seva amant inca Inés Yupanqui, legitimada per decret imperial. D'aquest matrimoni neix un fill : Francisco Pizarro y Pizarro